# The Children of Sanchez (film)
The Children of Sanchez is een Amerikaanse dramafilm uit 1978 gebaseerd op het gelijknamige boek van Oscar Lewis.
Het was de Amerikaanse inzending voor het 11e Internationaal filmfestival van Moskou. De muziek uit de film werd gecomponeerd door jazzmuzikant Chuck Mangione. De titelsong won een Grammy voor Best Pop Instrumental Performance.

## Verhaal
De film vertelt het verhaal van de boer Jesús Sánchez (Anthony Quinn) en zijn worsteling met de armoedige cultuur waarin hij leeft. Hij is weduwnaar en draagt de zorg voor zijn familie in een onbeduidend deel van Mexico-Stad. Enerzijds is hij een hardwerkende man die zich sterk verantwoordelijk voelt voor de financiële situatie van zijn familie, anderzijds is hij een rokkenjager en ondervindt hij problemen van zijn agressieve en dominante karakter. Het belangrijkste conflict speelt zich af tussen Jesús en zijn dochter Consuelo; een rebelse meid die probeert los te komen van haar vader. Ze probeert te ontsnappen aan haar rol als plichtsgetrouwe dochter en jaagt haar eigen dromen na. Consuelo spreekt graag met haar grootmoeder Paquita (Dolores del Río), die haar adviseert om een man te zoeken en te trouwen. Als ongeschoolde arme vrouw is dit de enige manier om aan haar vader te ontsnappen.

## Rolverdeling
| Acteur                  | Personage           |
| ----------------------- | ------------------- |
| Anthony Quinn           | Jesús Sánchez       |
| Dolores del Río         | Grootmoeder Paquita |
| Katy Jurado             | Chata               |
| Lupita Ferrer           | Consuelo Sánchez    |
| Lucia Mendez            | Martha Sanchez      |
| Josefina Echanove       | Lupe                |
| Patricia Reyes Spíndola | Paula's zus         |
| Stathis Giallelis       | Roberto             |